# Белобровая чекановая горихвостка
Белобровая чекановая горихвостка (лат. Cossypha heuglini) — вид воробьиных птиц из семейства мухоловковых.

## Описание
Белобровая чекановая горихвостка имеет длину 19–20 см и весит 29–51 г. Макушка и лицо чёрные, над тёмно-карими глазами есть белая надбровная полоса. Спина оливково-серо-коричневая, а крупа рыжеватая. Два центральных рулевых пера оливково-коричневые, а остальные оранжево-рыжие. Маховые и кроющие перья крыльев серо-коричневого цвета, а нижние кроющие перья крыльев — рыжие. Низ ярко-оранжево-рыжий. Клюв черный, лапы розовато-коричневые, коричневато-серые или тёмно-коричневые. Самка немного меньше самца. Горло бледное, грудь бледно-оранжево-охристого цвета, а живот бледно-оранжевый. 

## Ареал
Ареал включает в себя: Ангола, Ботсвана, Бурунди, Камерун, Центральная Африканская Республика, Чад, Республика Конго, Демократическая Республика Конго, Эфиопия, Габон, Кения, Малави, Мозамбик, Намибия, Руанда, Сомали, Южная Африка, Южный Судан, Судан, Свазиленд, Танзания, Уганда, Замбия и Зимбабве . Местообитания включают пойменные леса, а также сады. В Восточной Африке вид в горах поднимается на высоты до 2200 м над уровнем моря, но в части его ареала к югу от реки Лимпопо он обычно встречается на высоте менее 1000 м.

## Биология
В рацион входят беспозвоночные, земноводные (лягушки), плоды. В районе экватора, вероятно, размножается круглогодично, а в Восточной Африке размножается в течение двух влажных сезонов. В южной части Африки период гнездования был зарегистрирован с июля по май. Моногамные птицы. Обычно даёт два, а иногда и три выводка в год. Самка строит гнездо, которое состоит из листьев, веток и другого растительного материала и построено в дупле дерева, пнях, у корней на берегу реки или на земле. Наблюдалось гнездование вблизи людей, на стенах зданий и живых изгородях. В кладке от двух до трёх яиц.